# Abacidus
Abacidus is een geslacht van kevers uit de familie van de loopkevers (Carabidae). De wetenschappelijke naam van het geslacht is voor het eerst geldig gepubliceerd in 1873 door John Lawrence LeConte.

## Soorten
Het geslacht Abacidus omvat de volgende soorten:
- Abacidus atratus (Newman, 1838)
- Abacidus fallax (Dejean, 1828)
- Abacidus hamiltoni (G.horn, 1880)
- Abacidus permundus (Say, 1830)
- Abacidus sculptus (Leconte, 1852)